# Stuart Williams (labdarúgó)
Stuart Williams (Wrexham, 1930. július 9. – Southampton, 2013. november 5.) walesi labdarúgó, hátvéd, edző.

## Pályafutása

### Klubcsapatban
Az 1949–50-es idényben a Wrexham labdarúgója volt. 1950 és 1962 között 12 idényen át a West Bromwich Albion csapatában szerepelt és 226 bajnoki mérkőzésen lépett a pályára. Tagja volt az 1953–54-es idényben bajnoki ezüstérmes együttesnek. 1962 és 1966 között a Southampton játékosa volt és 150 bajnoki mérkőzésen szerepelt és három gólt szerzett. Tagja volt az 1965–66-os idényben másodosztályú bajnoki ezüstérmet szerzett csapatnak.

### A válogatottban
1954 és 1965 között 43 alkalommal szerepelt a walesi válogatottban. 1954. május 9-én az Ausztria elleni barátságos mérkőzésen mutatkozott be, ahol csapat 2–0-s vereséget szenvedett. Tagja volt az 1958-as svédországi világbajnokságon negyeddöntős csapatnak.

### Edzőként
Az aktív labdarúgástól való visszavonulása után edzőként vagy menedzserként dolgozott több csapatnál. Többek között a West Bromwich Albion, az Aston Villa, a Morton és a Southampton FC együtteseinél tevékenykedett. Rövid ideig 1970-ben az iráni Paykan és 1974-ben a norvég Viking vezetőedzője volt.
Végül Southamptonban telepedett le és eltávolodott a labdarúgástól. Először gumikereskedőként dolgozott, majd pénzügyi ellenőrként helyezkedett el egy közlekedési cégnél.

## Sikerei, díjai

### Játékosként
Wales
- Világbajnokság
  - negyeddöntős: 1958, Svédország

 West Bromwich Albion
- Angol bajnokság (First Division)
  - 2.: 1953–54

 Southampton
- Angol bajnokság (Second Division)
  - 2.: 1965–66